# Apanthura pultenaea
Apanthura pultenaea är en kräftdjursart som beskrevs av Gary C.B. Poore och Lew Ton 1988. Apanthura pultenaea ingår i släktet Apanthura och familjen Anthuridae. Inga underarter finns listade i Catalogue of Life.